# Cartea Jubileelor
Cartea Jubileelor (în ebraică:ספר היובלים - Sefer Hayovlim), denumită uneori Geneza Mică sau Leptogenesis este un text apocrif evreiesc, având 50 capitole (1341 versete) și considerat canonic de către Biserica Creștină Ortodoxă Etiopiană Tewahedo, ca și de evreii etiopieni (Beta Israel), în rândul cărora este cunoscută și sub numele de Cartea Diviziunii (în limba gi'iz: መጽሐፈ ኩፋሌ = maṣiḥāfa kufale). Ea este considerată o pseudoepigrafie de către bisericile
ortodoxă, catolică și cele protestante. În afara comunității Beta Israel, cartea nu este recunoscută drept canonică de nicio altă comunitate iudaică.
Cartea Jubileelor era bine cunoscută creștinilor timpurii, asa cum arată scrierile lui Epifanie din Salamina,Iustin Martirul și Filozoful, Origene, Diodor din Tars, Isidor din Alexandria, Isidor din Sevilla, Eutihie din Alexandria, Ioan Malalas, Gheorghios Singhellos. 
Textul a fost în uzul comunității antice care a folosit Manuscrisele de la Marea Moartă între care s-au descoperit fragmente ale originalului ebraic al acestei cărți. Nu s-au găsit versiuni integrale ale cărții în ebraică, greacă și latină, dar versiunea etiopiană în limba gi'iz este o traducerea exactă, așa cum s-a putut constata din compararea ei cu fragmentele descoperite la Marea Moartă.  
Cartea Jubileelor reia istoria biblică a lumii de la creație până la Exodul evreilor din Egipt, ea fiind subdivizată în jubilee (perioade de 49 ani).Seria evenimentelor relatate pornește de la capitolul întâi al Cărții Genezei și ajunge până la capitolul 12 al Cărții Exodului. Fiecare jubileu este împărțit în șapte serii de câte șapte ani. Prezentarea unui astfel de calendar, derivat dintr-unul aflat în uz în Iudeea antică, indică caracterul normativ tipic al scrierii, corespunzător legii iudaice. Instituirea unui calendar jubiliar asigura respectarea sărbătorilor religioase și a zilelor sfinte în datele lor exacte, și urma să reafirme unicitatea Israelului ca popor al Legământului în mijlocul celorlalte popoare. Textul este atribuit unei revelații divine transmisă de îngeri lui Moise pe Muntele Sinai, ca un supliment fata de revelația Torei sau a Legii sau Învățăturii. 

## Manuscrise
Până la descoperirea unor fragmente lungi între Manuscrisele de la Marea Moartă, cele mai vechi manuscrise păstrate ale Cărții Jubileelor erau patru texte complete în limba gi'iz datând din secolele al XV-lea-al XVI-lea, precum și câteva citate în scrierile unor Părinți timpurii ai Bisericii precum Epifanie, Iustin Martirul, Origene, Diodor din Tars, Isidor din Alexandria, Isidor din Sevilla, Eutihie din Alexandria, Ioan Malalas, George Synkellos și Gheorghios Kedrenos.
Mai s-a păstrat și un fragment dintr-o traducere latină din greacă care conține circa un sfert din întreaga carte. 
Textele biblice în limba gi'iz, astăzi în număr de douăzeci și șapte, au stat la baza traducerilor în limba engleză. Pasajele din textele Jubileelor care sunt paralele unor versete din Cartea Genezei nu reproduc direct niciuna din cele două tradiții manuscrise biblice care au supraviețuit. Prin urmare, chiar și înaintea descoperirilor de la Qumran, R.H. Charles a dedus că originalul ebraic al Cărții Jubileelor a folosit un text care încă nu ne-a parvenit, pentru Geneză și pentru primele capitole ale Cărții Exodului, text care era independent de textul masoretic (𝕸) sau de textul ebraic de la baza Septuagintei. După Robin Lane Fox, variația între tradițiile manuscrise paralele prezente în Septuaginta în comparație cu versiunea 𝕸 și care se întâlnesc în variantele ulterioare din manuscrisele de la Marea Moartă, dovedesc că până și textele ebraice canonice nu posedau înaintea erei noastre o tradiție manuscrisă „autorizata” unică. Alți cercetători vorbesc de trei tradiții manuscrise principale - tradiții proto-textuale  babiloniană, palestiniană și pre-masoretică.   
Între anii 1947-1956 circa cincisprezece suluri ale Jubileelor au fost găsite în cinci peșteri de la Qumran, toate scris în ebraică biblică. Numărul mare de manuscrise (mai multe decât pentru orice carte biblică, cu excepția Psalmilor, a Deuteronomului, a Cărții lui Isaia, a Cărților Exodului și Genezei indică folosința largă a Cărții Jubileelor la Qumran. O comparație făcută de James VanderKam a textelor de la Qumran cu versiunea gi'iz a arătat ca textul gi'iz a fost, în majoritatea aspectelor, o traducere exactă și literală.